# 兄弟雨鱂
兄弟雨鱂 ，為輻鰭魚綱鯉齒目花鳉科的其中一種，為熱帶淡水漁，分布於非洲剛果Lokoro河流域，體長可達3公分，棲息在溪流底中層水域，生活習性不明。其学名种加词是林加拉语“兄弟姐妹、亲人”的意思。

## 外部連結
- Froese, R. & Pauly, D. (eds.) (2014). Hylopanchax ndeko. FishBase. Version 2014-10.

## 扩展阅读
維基物種上的相關：兄弟雨鱂